# Грб Демократске Републике Конго
Грб Демократске Републике Конго је званични хералдички симбол ове афричке државе. Грб државе се мењао неколико пута од 1997. године. Садашњи грб је важећи од 2006. и приказује главу леопарда окруженог са слоновском кљовом са леве и копљем са десне стране. Испод главе су три речи које представљају национални мото: Justice, Paix и Travail написани на француском и значе правда, мир и рад. Грб је усвојен 18. фебруара 2006. од стране председника Жозефа Кабиле.

## Историја и опис грба
Стари грб који је усвојен 2003. и представља три укрштене руке и окружени венцем жита и главом лава на врху а испд се налази мото Democratie, Justice, Unite што у преводу са француског значи демократија, правда и јединство.
Грб Демократске Републике Конго од 1999. се састојао од светлоплавог штита са светложутом звездом у средини и шест мањих звездица на врху. Грб се налазио дужином заставе.
Најстарији је био од 1971. до 1997. приказујући главу леопарда. Испод главе се налазио пар укрштених копља а око главе грана са леве и слоновска кљова са десне стране. Испод се налазио назив на белој подлози црним словима Paix, Justice и Travail што преведено са француског значи мир, правда и рад. Овј грб се службено употребљавао од 1. августа 1964.
- Грб Слобонде Државе Конго (1885 — 1908)
- Грб Белгијског Конга (1908 — 1964)
- Грб Конга (1963 — 1971)
- Грб Заира (1971 — 1997)
- Грб Демократске Републике Конго (1997 — 1999)
- Грб Демократске Републике Конго (1999 — 2003)
- Грб Демократске Републике Конго (2003 — 2006)